# フレッド・フリス
フレッド・フリス（Fred Frith、1949年2月17日 - ）は、イギリス、サセックス州ヒースフィールド出身の音楽家、作曲家、インプロヴァイザー。主にギタリストとして知られるが、ヴァイオリン、キーボード、ベース等も演奏するマルチプレイヤーでもある。

## 来歴
1968年、ティム・ホジキンソンと共にヘンリー・カウを結成。1974年、初のソロ・アルバム『ギター・ソロズ』を発表。ヘンリー・カウの分裂後、1978年にクリス・カトラー、ダグマー・クラウゼと共にアート・ベアーズを結成した。
1979年にはニューヨークに移り、ビル・ラズウェル、フレッド・マーと共にマサカーを結成。1980年代末期より、ジョン・ゾーンが率いるネイキッド・シティのベーシストとしても活動。
1990年に、ドキュメンタリー映画『ステップ・アクロス・ザ・ボーダー』(Step Across the Border)が公開され、同名のサウンドトラックも発売された。この映画はフレッド・フリスが世界を巡り、人種や国籍を超えて様々なミュージシャンと交流する様子を描いた作品で、第3回ヨーロッパ映画賞 (European Film Awards) ではSpecial Mention賞に選ばれている
1998年、ビル・ラズウェルとチャールズ・ヘイワードと共にマサカーを再結成した。1999年よりミルズ・カレッジ (Mills College)の教授を務めている。
日本のアーティストとの交流も多く、1981年に突然段ボール、1984年にはドラマーの土取利行と共演し、その模様も発表された。ドクトル梅津バンド (Doctor Umezu Band / D.U.B)の1983年の作品『Dynamite』にはギターとヴァイオリンで参加している。また、近藤等則の1985年の作品『China Boogie』にギターで参加している。2009年には、大友良英が音楽を担当したNHKドラマスペシャル『白洲次郎』のサウンドトラックに参加している。